# Xã Eel, Quận Cass, Indiana
Xã Eel (tiếng Anh: Eel Township) là một xã thuộc quận Cass, tiểu bang Indiana, Hoa Kỳ. Năm 2010, dân số của xã này là 18.767 người.